# Lijst van Tweede Kamerleden 1989-1994

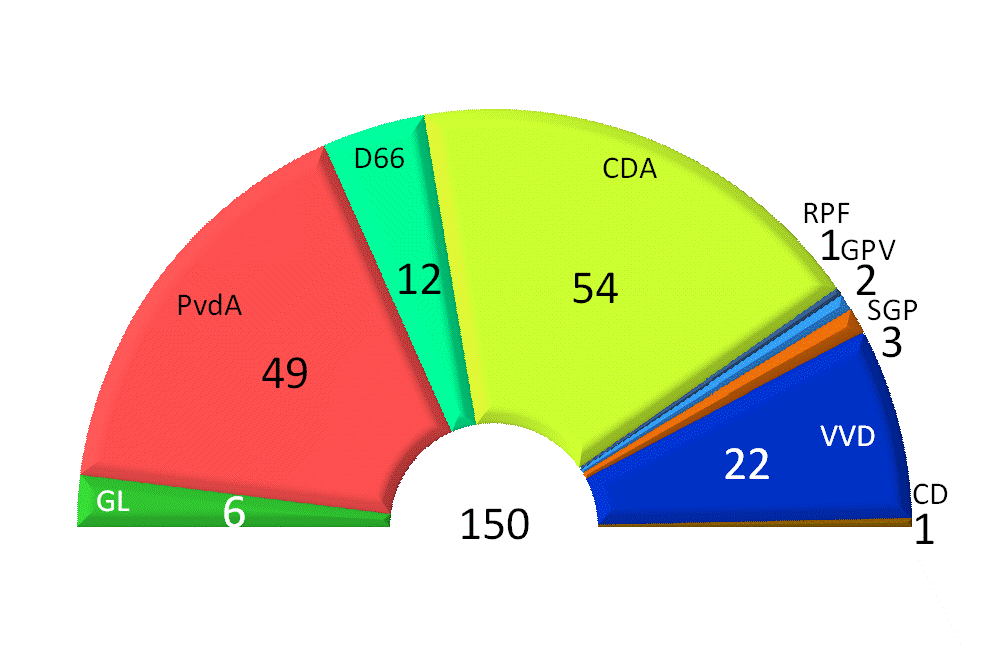
Samenstelling Tweede Kamer 1989-1994

De samenstelling Tweede Kamer 1989-1994 is een lijst van leden van de Tweede Kamer in de periode tussen de Tweede Kamerverkiezingen van 6 september 1989 en die van 3 mei 1994. De regering werd gevormd door het Kabinet-Lubbers III. De zittingsperiode liep van 14 september 1989 tot 17 mei 1994.
De partijen staan in volgorde van grootte. De politici staan in alfabetische volgorde, uitgezonderd de fractievoorzitter die telkens als eerste van zijn of haar partij vermeld staat.

## Gekozen bij de verkiezingen van 6 september 1989

### CDA(54 zetels)
- Ruud Lubbers, fractievoorzitter
- Harry Aarts
- Marius van Amelsvoort
- Marten Beinema
- Pieter Jan Biesheuvel
- Mieke Boers-Wijnberg
- Fred Borgman
- Gerrit Braks
- Elco Brinkman
- Hans van den Broek
- Piet Bukman
- Vincent van der Burg
- Wim van de Camp
- Wim Deetman
- Alie Doelman-Pel
- Berry Esselink
- Huib Eversdijk
- Ton Frinking
- Léon Frissen
- Gerrit Gerritse
- Hans Gualthérie van Weezel
- Enneüs Heerma
- Frans Jozef van der Heijden
- Ben Hennekam
- Ad Hermes
- Jaap de Hoop Scheffer
- Jan van Houwelingen
- Hans Huibers
- Joost van Iersel
- Gerrit de Jong
- Helmer Koetje
- Gert Koffeman
- Jan Krajenbrink
- Frouwke Laning-Boersema
- Ad Lansink
- Johan de Leeuw
- Gerard van Leijenhorst
- René van der Linden
- Wim Mateman
- Jan Nijland
- Jan van Noord
- Walter Paulis
- Jacob Reitsma
- Riet Roosen-van Pelt
- Yvonne van Rooy
- Hajé Schartman
- Ries Smits
- Marian Soutendijk-van Appeldoorn
- Haty Tegelaar-Boonacker
- Gerrit Terpstra
- Thijs van Vlijmen
- Berend-Jan van Voorst tot Voorst
- Bert de Vries
- Frans Wolters

### PvdA(49 zetels)
- Wim Kok, fractievoorzitter
- Jan Achttienribbe-Buijs
- Hans Alders
- Thanasis Apostolou
- Relus ter Beek
- Jacqueline Beijlen-Geerts
- Joop van den Berg
- Flip Buurmeijer
- Frits Castricum
- Dick de Cloe
- Dick Dolman
- Wim van Gelder
- Rob van Gijzel
- Ineke Haas-Berger
- Eveline Herfkens
- Servaes Huys
- Ella Kalsbeek
- Hans Kombrink
- Aad Kosto
- Frans Leijnse
- John Lilipaly
- Jan Lonink
- Ad Melkert
- Frans Moor
- Tineke Netelenbos
- Frits Niessen
- Jeltje van Nieuwenhoven
- Gerrit-Jan van Otterloo
- Wilfried de Pree
- Jan Pronk
- Leni van Rijn-Vellekoop
- Marianne Ruigrok-Verreijt
- Jan Schaefer
- Leo Schoots
- Bonno Spieker
- Bram Stemerdink
- Piet Stoffelen
- Willie Swildens-Rozendaal
- Maarten van Traa
- Koos van der Vaart
- Elske ter Veld
- Willem Vermeend
- Josephine Verspaget
- Margo Vliegenthart
- Henk Vos
- Jacques Wallage
- Tineke Witteveen-Hevinga
- Thijs Wöltgens
- Kees Zijlstra

### VVD(22 zetels)
- Joris Voorhoeve, fractievoorzitter
- Piet Blauw
- Frits Bolkestein
- Dick Dees
- Hans Dijkstal
- Jan Franssen
- Nell Ginjaar-Maas
- Frank de Grave
- Sari van Heemskerck Pillis-Duvekot
- Loek Hermans
- Annemarie Jorritsma-Lebbink
- Henk Koning
- Rudolf de Korte
- Benk Korthals
- Frits Korthals Altes
- Robin Linschoten
- Ad Nijhuis
- Ed Nijpels
- Erica Terpstra
- Jan te Veldhuis
- Frans Weisglas
- Jan-Kees Wiebenga

### D66(12 zetels)
- Hans van Mierlo, fractievoorzitter
- Louise Groenman
- Jacob Kohnstamm
- Aad Nuis
- Olga Scheltema-de Nie
- Arthie Schimmel
- Dick Tommel
- Pieter ter Veer
- Machteld Versnel-Schmitz
- Gerrit-Jan Wolffensperger
- Gerrit Ybema
- Doeke Eisma

### Groen Links(6 zetels)
- Ria Beckers, fractievoorzitter
- Ina Brouwer
- Andrée van Es (tot 7 november 1990)
- Peter Lankhorst
- Paul Rosenmöller
- Wilbert Willems

### SGP(3 zetels)
- Bas van der Vlies, fractievoorzitter
- Koos van den Berg
- Cor van Dis jr.

### GPV(2 zetels)
- Gert Schutte, fractievoorzitter
- Eimert van Middelkoop

### Centrumdemocraten(1 zetel)
- Hans Janmaat, fractievoorzitter

### RPF(1 zetel)
- Meindert Leerling, fractievoorzitter

## Bijzonderheden
- Op 28 april 1992 verhuisde de Tweede Kamer van de Oude Zaal naar de huidige vergaderzaal

## Tussentijdse mutaties

### 1989
- 5 november: Wim Kok nam ontslag als fractievoorzitter van de PvdA. Hij werd een dag later opgevolgd door Thijs Wöltgens.
- 7 november: Ruud Lubbers, Hans van den Broek, Bert de Vries, Gerrit Braks, Marius van Amelsvoort, Piet Bukman, Berend-Jan van Voorst tot Voorst, Enneüs Heerma (allen CDA), Wim Kok, Relus ter Beek, Hans Alders, Jan Pronk, Aad Kosto, Elske ter Veld en Jacques Wallage (allen PvdA) namen ontslag vanwege hun benoeming tot minister of staatssecretaris in het kabinet-Lubbers III. Hun opvolgers waren Ank Bijleveld-Schouten, Minouche Janmaat-Abee, Mechtild de Jong, Ton de Kok, Nel Mulder-van Dam, Klaas Tuinstra, Tom Vreugdenhil, Yvonne Vriens-Auerbach (allen CDA), Mieke van der Burg, Jaap Jelle Feenstra, Bert Middel, Monique Quint-Maagdenberg, Gerrit Valk, Jan van Zijl en Martin Zijlstra (allen PvdA). Allen werden op 16 november dat jaar geïnstalleerd. Ruud Lubbers werd als fractievoorzitter van de CDA op 7 november 1989 opgevolgd door Elco Brinkman.

### 1990
- 23 januari: Jan Schaefer (PvdA) verliet de Tweede Kamer om gezondheidsredenen. Zijn opvolger Erik Jurgens werd op 1 februari dat jaar geïnstalleerd.
- 27 januari: Ad Nijhuis (VVD) verliet de Tweede Kamer om over te stappen naar het bedrijfsleven. Zijn opvolger Broos van Erp werd op 30 januari dat jaar geïnstalleerd.
- 16 maart: Fred Borgman (CDA) nam ontslag vanwege zijn benoeming tot burgemeester van Nijkerk. Zijn opvolger Hans Hillen werd op 20 maart dat jaar geïnstalleerd.
- 3 april: Ed Nijpels (VVD) nam ontslag vanwege zijn benoeming tot burgemeester van Breda. Zijn opvolgster Margreet Kamp werd op 5 april dat jaar geïnstalleerd.
- 30 april: Joris Voorhoeve nam ontslag als fractievoorzitter van de VVD. Hij werd een dag later opgevolgd door Frits Bolkestein.
- 1 mei: Hans Kombrink (PvdA) nam ontslag vanwege zijn benoeming tot directeur-generaal economie en financiën op het ministerie van Defensie. Zijn opvolger Piet de Visser werd op 3 mei dat jaar geïnstalleerd.
- 8 mei: Frank de Grave (VVD) nam ontslag vanwege zijn benoeming tot wethouder van Amsterdam. Zijn opvolger Jan Dirk Blaauw werd een dag later geïnstalleerd.
- 1 juli: Dick Dolman (PvdA) nam ontslag vanwege zijn benoeming tot lid van de Raad van State. Zijn opvolger Arie de Jong werd op 3 juli dat jaar geïnstalleerd.
- 1 september: Eveline Herfkens (PvdA) nam ontslag vanwege haar benoeming tot directeur van de Wereldbank. Haar opvolgster Joke Kersten werd op 4 september dat jaar geïnstalleerd.
- 1 september: Ben Hennekam (CDA) nam ontslag vanwege zijn benoeming tot secretaris-generaal van de Benelux. Zijn opvolger Gerd Leers werd op 4 september dat jaar geïnstalleerd.
- 24 september: Loek Hermans (VVD) nam ontslag vanwege zijn benoeming tot burgemeester van Zwolle. Zijn opvolgster Len Rempt-Halmmans de Jongh werd een dag later geïnstalleerd.
- 28 september: Yvonne van Rooy (CDA) nam ontslag vanwege haar benoeming tot staatssecretaris in het kabinet-Lubbers III. Haar opvolger Jan de Graaf (CDA) werd op 13 november dat jaar geïnstalleerd.
- 8 november: Andrée van Es (Groen Links) verliet de Tweede Kamer omdat ze het moederschap moeilijk te combineren vond met een politieke loopbaan. Haar opvolgster Leoni Sipkes werd dezelfde dag nog geïnstalleerd.

### 1991
- 10 januari: Joris Voorhoeve (VVD) nam ontslag vanwege zijn benoeming tot directeur van het Instituut Clingendael. Zijn opvolger Jos van Rey werd een dag later geïnstalleerd.
- 1 juni: Ineke Haas-Berger (PvdA) nam ontslag vanwege haar benoeming tot voorzitter van de Nationale Commissie Chronisch Zieken. Haar opvolgster Marjet Ockels werd op 4 juni dat jaar geïnstalleerd.
- 11 juni: Huib Eversdijk (CDA), Kees Zijlstra (PvdA) en Frits Korthals Altes (VVD) namen ontslag vanwege hun benoeming tot lid van de Eerste Kamer der Staten-Generaal. Hun opvolgers waren Maria van der Hoeven (CDA), Sjoukje Akkerman (PvdA) en Herman Lauxtermann (VVD). De eerste twee werd dezelfde dag nog geïnstalleerd, Lauxtermann op 25 juni dat jaar.
- 2 september: Piet de Visser (PvdA) nam ontslag nadat zijn partij had ingestemd met de hervorming van de WAO die het kabinet wilde doorvoeren. Zijn opvolger Peter van Heemst werd op 10 september dat jaar geïnstalleerd.
- 1 oktober: Frans Moor (PvdA) nam ontslag nadat een congres van de PvdA had ingestemd met regeringsbeslissingen waarmee hij het niet eens was. Zijn opvolger Ruud van Middelkoop werd op 15 oktober dat jaar geïnstalleerd.
- 1 november: Henk Koning (VVD) nam ontslag vanwege zijn benoeming tot president van de Algemene Rekenkamer. Zijn opvolger Henk van Hoof werd op 5 november dat jaar geïnstalleerd.
- 1 december:  Johan de Leeuw (CDA) nam ontslag vanwege zijn benoeming tot directeur-generaal van het ministerie van Landbouw, Natuur en Voedselkwaliteit. Zijn opvolgster Minke van der Ploeg-Posthumus werd een dag later geïnstalleerd.

### 1992
- 1 juni: Hajé Schartman (CDA) nam ontslag vanwege zijn benoeming tot burgemeester van Nootdorp. Zijn opvolger Ram Ramlal werd op 16 juni dat jaar geïnstalleerd.
- 1 augustus: Hans Gualthérie van Weezel (CDA) nam ontslag vanwege zijn benoeming tot permanent vertegenwoordiger bij de Raad van Europa. Zijn opvolgster Klaasje Eisses-Timmerman werd op 25 augustus dat jaar geïnstalleerd.

### 1993
- 18 januari: Herman Lauxtermann (VVD) verliet de Tweede Kamer om gezondheidsredenen. Zijn opvolgster Nellie Verbugt werd een dag later geïnstalleerd.
- 20 april: Ria Beckers (GroenLinks) verliet de Tweede Kamer omdat ze meer tijd aan haar privéleven wilde besteden. Ze werd als fractievoorzitter een dag later opgevolgd door Peter Lankhorst. Haar opvolger in de Tweede Kamer, Bram van Ojik, werd op 21 april dat jaar geïnstalleerd.
- 1 juni: Ton Frinking (CDA) nam ontslag vanwege zijn benoeming tot staatssecretaris in het kabinet-Lubbers III. Zijn opvolger Asje van Dijk werd dezelfde dag nog geïnstalleerd.
- 21 september: Marjet Ockels (PvdA) besloot te breken met haar partij, nadat ze eerder al kritiek had geuit op haar fractiegenoten, die zich te veel zouden bezighouden met hun eigen carrière en 'macho'-gedrag zouden vertonen. Ze zetelde verder als de onafhankelijke fractie Groep Ockels verder.
- 25 september: Nell Ginjaar-Maas (VVD) nam ontslag vanwege haar benoeming tot voorzitter van de stuurgroep profiel tweede fase havo/vwo. Haar opvolger Johan Remkes werd op 26 oktober dat jaar geïnstalleerd.
- 1 oktober: Harry Aarts (CDA) nam ontslag vanwege zijn benoeming tot lid van de Raad van State in buitengewone dienst. Zijn opvolgster Ans Willemse-van der Ploeg werd op 12 oktober dat jaar geïnstalleerd.

### 1994
- 1 februari: Jan Krajenbrink (CDA) nam ontslag vanwege zijn benoeming tot burgemeester van Woudenberg. Zijn opvolgster Liesbeth Bloemen werd op 22 februari dat jaar geïnstalleerd.
- 9 april: Cor van Dis jr. (SGP) overleed. Gezien de korte resterende duur van de zittingsperiode werd niet meer in vervanging van de ontstane vacature voorzien.
- 3 mei: Haty Tegelaar-Boonacker (CDA) overleed. Gezien de korte resterende duur van de zittingsperiode werd niet meer in vervanging van de ontstane vacature voorzien.

1815-1818 ·
1818-1821 ·
1821-1824 ·
1824-1827 ·
1827-1830 ·
1830-1833 ·
1833-1836 ·
1836-1839 ·
1839-1842 ·
1842-1845 ·
1845-1848 ·
1848-1849 ·
1849-1850 ·
1850-1852 ·
1852-1853 ·
1853-1854 ·
1854-1856 ·
1856-1858 ·
1858-1860 ·
1860-1862 ·
1862-1864 ·
1864-1866 ·
1866 (sep) ·
1866-1868 ·
1868-1869 ·
1869-1871 ·
1871-1873 ·
1873-1875 ·
1875-1877 ·
1877-1879 ·
1879-1881 ·
1881-1883 ·
1883-1884 ·
1884-1886 ·
1886-1887 ·
1887-1888 ·
1888-1891 ·
1891-1894 ·
1894-1897 ·
1897-1901 ·
1901-1905 ·
1905-1909 ·
1909-1913 ·
1913-1917 ·
1917-1918 ·
1918-1922 ·
1922-1925 ·
1925-1929 ·
1929-1933 ·
1933-1937 ·
1937-1946 ·
1946-1948 ·
1948-1952 ·
1952-1956 ·
1956-1959 ·
1959-1963 ·
1963-1967 ·
1967-1971 ·
1971-1972 ·
1972-1977 ·
1977-1981 ·
1981-1982 ·
1982-1986 ·
1986-1989 ·
1989-1994 ·
1994-1998 ·
1998-2002 ·
2002-2003 ·
2003-2006 ·
2006-2010 ·
2010-2012 ·
2012-2017 ·
2017-2021 ·
2021-2023 ·
2023-heden
Overzicht historische zetelverdeling